# Římskokatolická farnost Vilémov
Římskokatolická farnost Vilémov (lat. Willmicium) je zaniklá církevní správní jednotka sdružující římské katolíky ve Vilémově a okolí. Organizačně spadala do krušnohorského vikariátu, který je jedním z deseti vikariátů litoměřické diecéze.

## Historie farnosti
Jedná se o tzv. starou farnost, která existovala již před rokem 1300. Matriky jsou vedeny od roku 1690.
Farnost existovala do 31. prosince 2012 jako součást kadaňského farního obvodu. Od 1. ledna 2013 zanikla sloučením do farnosti-děkanství Mašťov.

### Duchovní správcové vedoucí farnost
Začátek působnosti jmenovaného v duchovní správě farnosti od:
- 1671   Valentinus Raspichler
- 1707   Joannes Christ. Carl
- 1722   Antonius Franc. Mayer
- 1765   Jacobus Schreiter
- 1771   Jos. Schönowitz
- 1789   Car. Kaden, † 7. 9. 1809
- 1809   par. vacat, cap. Jos. Ultsch
- 1810   Anton. Stoehr, n. 16. 6. 1780 Klitschinens., o. 12. 9. 1803, † 11. 8. 1828
- 1812   Anton. Pawliczek
- 1815   Wenc. Mathusch, n. 11. 4. 1785 Teutotrebetisch., o. 9. 8. 1811, † 19. 12. 1853
- 1855   Joann. Ritz, n. 17. 7. 1784 Dupau., o. 6. 8. 1809, † 22. 12. 1857
- 1859   Jos. Eberle, n. 20. 10. 1810 Šlakowerd., o. 6. 4. 1834, † 4. 1. 1863
- 1864   Jos. Schittler, n. 14. 8. 1813 Leipa, o. 15. 8. 1836, † 22. 6. 1889
- 1882   Jos. Alois. Wanka, 25. 8. 1843 Radigau, o. 29. 6. 1866, † 2. 6. 1918
- 1889   par. vacat, admin. int. exc. Car. Höfert
- 1890   Adolph. Glatz, n. 29. 5. 1845 Radigau, o. 20. 7. 1869, † 24. 5. 1918
- 1892   Franc. Tschischka, n. 4. 8. 1840 Pastuchowic, o. 30. 6. 1864, † 3. 12. 1908
- 1906   Franc. Xav. Styčka, n. 21. 7. 1861 Průhonice, o. 22. 5. 1887, † 4. 2. 1931
- 1927   Jos. Hauschild, n. 25. 4. 1878 Bernau, o. 4. 7. 1901, † 25. 11. 1947
- 1930   Alois. Streit, n. 11. 3. 1894 Schönwald, o. 29. 6. 1919, † 16. 8. 1970
- 1939   par. vacat admin. Anton. Weber
- 1940   Ernst. Baier, n. 6. 3. 1908 Liesen, o. 24. 6. 1934, † 9. 2. 1984
- 1. 1. 1943 par. vacat, admin. exc. Anton. Weber
- 11. 2. 1943 par. vacat, admin. Siegf. Reis
- 1. 4. 1943 par. vacat, admin. Joann. Hoidn
- 1. 9. 1943 par. vacat, admin. Jos. Rud. Killian
- 1. 11. 1945   Franc. Dausch
- 1. 1. 1946    Josef Hauschild
- 4. 1. 1947    Rudolf Armstark
- 1. 11. 1949   Steph. Sivák
- 1. 5.  1962  Miroslav Kubík
- 1. 5.  1962    František Panuška
- 9. 4.  1963   Tomáš Pirný
- 1. 11. 1969  Bohumil Landsmann CSsR
- 1. 10.  1970  Tomáš Pirný
- 24. 9. 1997   Richard Madej
- 15. 11. 1997 – 31. 12. 2012 Josef Čermák, admin. exc.[3]

Kromě kněží stojících v čele farnosti, působili ve farnosti v průběhu její historie i jiní kněží. Většinou pracovali jako farní vikáři, kaplani, katecheté, výpomocní duchovní aj.

## Území farnosti
Do farnosti náleželo území obcí:
- Vilémov (Willomitz)[p 2]

## Římskokatolické sakrální stavby a místa kultu na území farnosti
| | Fotografie | Stavba                                  | Místo   | Bohoslužby                      | Zeměpisné souřadnice             | Status                                                                            | Číslo kulturní památky                      |
| Kostel | Kostel     | Kostel                                  | Kostel  | Kostel                          | Kostel                           | Kostel                                                                            | Kostel                                      |
| --- | ---------- | --------------------------------------- | ------- | ------------------------------- | -------------------------------- | --------------------------------------------------------------------------------- | ------------------------------------------- |
| 1. |            | Kostel sv. Mikuláše a Jména Panny Marie | Vilémov | bližší informace o bohoslužbách | 50°17′53″ s. š., 13°18′42″ v. d. | do 31. prosince 2012 farní kostel, poté filiální kostel farnosti-děkanství Mašťov | 18692/5-843 (Pk•MIS•Sez•Obr•WD) (Q21490531) |
| Některé drobné sakrální stavby a pamětihodnosti lze dohledat zde v databázi Drobné sakrální památky Zaniklé sakrální stavby lze dohledat zde v databázi Poškozené a zničené kostely, kaple a synagogy v České republice |            |                                         |         |                                 |                                  |                                                                                   |                                             |

Ve farnosti se mohou nacházet i další drobné sakrální stavby, místa římskokatolického kultu a pamětihodnosti, které neobsahuje tato tabulka.